# Abbas-Mastan

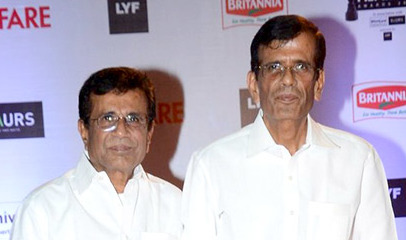
Abbas-Mastan aux 61e Filmfare Awards en 2016

Abbas-Mastan, parfois orthographié Abbas-Mustan, est le nom qu'utilisent généralement les réalisateurs indiens Abbas Alibhai Burmawalla et Mastan Alibhai Burmawalla, deux frères jumeaux, lorsqu'ils coréalisent un film. Spécialistes des films d'action à suspense, ils s'inspirent fréquemment de scénarios de films américains qu'ils adaptent au genre masala et dans lesquels ils emploient souvent les mêmes acteurs, tels Akshay Kumar, Bobby Deol, Kareena Kapoor, Akshaye Khanna et surtout l'acteur comique Johny Lever qui joue dans presque tous leurs films. Baazigar, Chori Chori Chupke Chupke et Race ont connu un grand succès commercial.

## Filmographie (Abbas et Mastan)
- 1985 : Sajan Tara Sambharna - réalisateurs
- 1987 : Moti Veerana Chowk - réalisateurs
- 1989 : Agneekal - réalisateurs
- 1992 : Khiladi, avec Akshay Kumar, Ayesha Jhulka, Deepak Tijori et Sabeeha - réalisateurs
- 1993 : Baazigar, avec Shah Rukh Khan, Kajol, Shilpa Shetty et Johnny Lever - réalisateurs
- 1996 : Daraar, avec Arbaaz Khan, Johnny Lever et Sulabha Arya - réalisateurs
- 1998 : Soldier, avec Raakhee, Bobby Deol et Preity Zinta - réalisateurs
- 1999 : Baadshah, avec Shahrukh Khan, Twinkle Khanna, Amrish Puri et Johnny Lever - réalisateurs
- 2001 : Chori Chori Chupke Chupke, avec Salman Khan, Rani Mukherjee, Preity Zinta et Amrish Puri - réalisateurs
- 2001 : Ajnabee, avec Akshay Kumar, Bobby Deol, Kareena Kapoor et Bipasha Basu - réalisateurs
- 2002 : Humraaz, avec Bobby Deol, Akshaye Khanna, Amisha Patel et Johnny Lever - réalisateurs
- 2004 : Taarzan: The Wonder Car, avec Ajay Devgan et Amrish Puri - réalisateurs
- 2004 : Aitraaz, avec Akshay Kumar, Kareena Kapoor, Priyanka Chopra et Amrish Puri - réalisateurs
- 2006 : 36 China Town, avec Priyanka Chopra, Kareena Kapoor, Shahid Kapoor et Akshaye Khanna - réalisateurs
- 2007 : Naqaab avec Akshaye Khanna, Bobby Deol, Urvashi Sharma, Raj Zutshi et Archana Puran Singh - réalisateurs
- 2008 : Race avec Saif Ali Khan, Akshaye Khanna, Katrina Kaif, Bipasha Basu, Anil Kapoor et Sameera Reddy - réalisateurs
- 2012 : Players - réalisateurs
- 2013 : Race 2 - réalisateurs

## Filmographie (Abbas Alibhai Burmawalla)
- 1978 : Ganga Ki Saugand, de Sultan Ahmed, avec Amitabh Bachchan et Rekha - assistant de Sultan Ahmed